# 金峯神社 (吉野町)

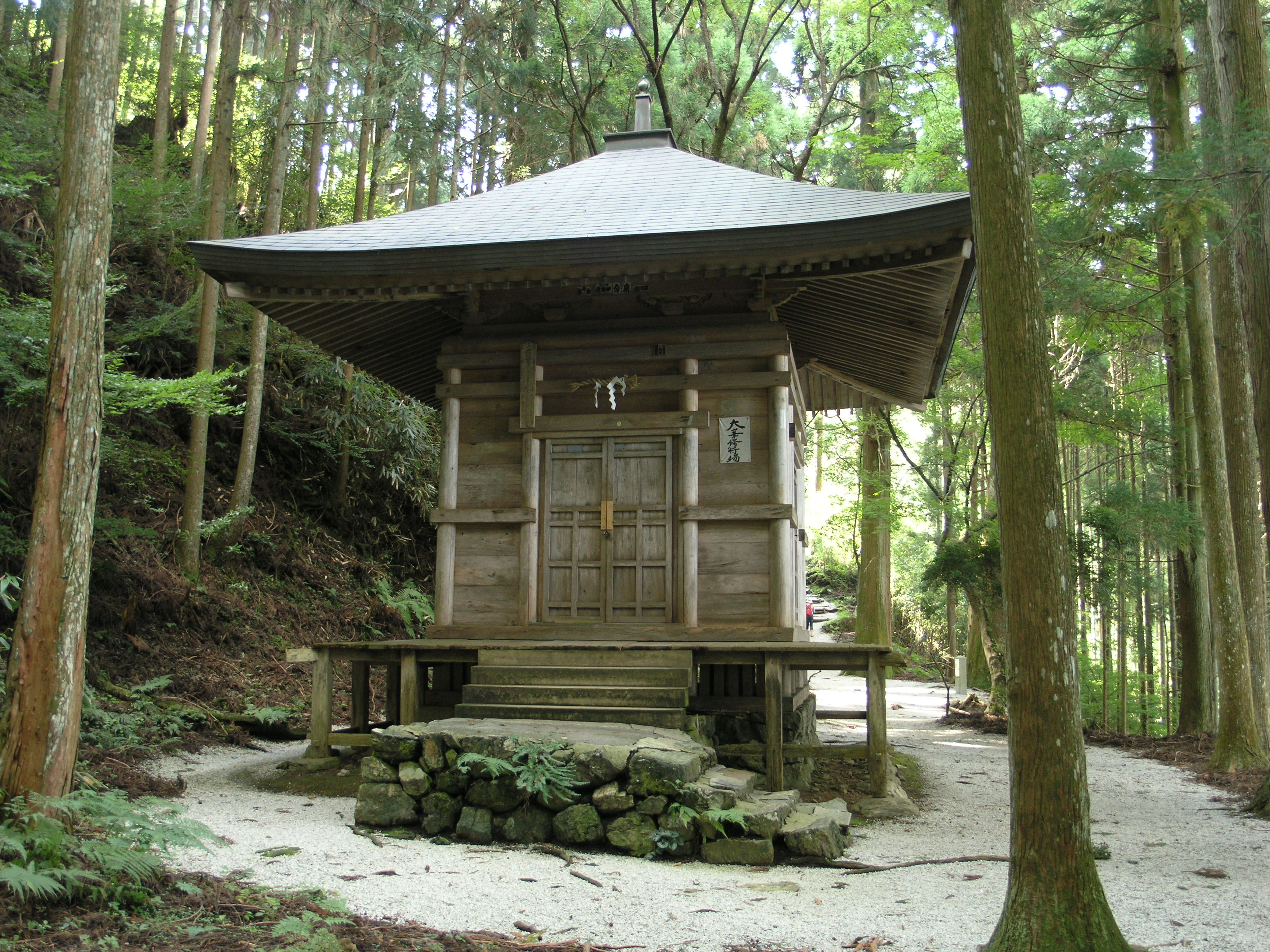
義經隱匿塔

金峯神社（日语：／ Kin Pu Jin Ja），是位於日本奈良縣吉野郡吉野町吉野山最高峰青根峰的神社，為祭祀吉野山的地主神，是式内社的名神大社，舊社格為鄉社。
金峯神社境內於平成十六年（2004年）七月被列為聯合國教科文組織的世界遺產「紀伊山地的聖地及朝聖路」之一部分。

## 概要
金峯神社祭祀吉野山的地主神金山毘古命。創建的時間及情形不明，《榮花物語》記載藤原道長曾前來參拜。明治以前的神佛習合時代，吉野山的神被稱為「金精明神」（こんしょうみょうじん），化身本地佛為阿閦如來、釋迦如來、大日如來（金剛界）。金精之名的由來推測為金峯山有黃金礦藏相關信仰。

### 建築物
- 拜殿
- 義經隱匿塔：建於金峯神社側面小徑下方的寶形造、檜皮葺簡單樸素的塔。相傳源義經在此撞破屋頂、突破追兵圍困而逃走，又稱為「蹴抜之塔」（けのけのとう）。現存建築為大正初年重建。

### 國寶
- 金銅藤原道長經筒
昭和二十七年（1952年）11月22日指定為國寶（工藝品）[3]，是金峯山經塚出土物品之一，表面刻有銘文「寛弘四年八月十一日」。高35.8公分、口徑15.7公分。為藤原道長於寛弘四年（1007年）埋在大和的金峯山經塚（奈良県吉野郡天川村）大且厚的圓筒形經筒，鍛銅製，施以鍍金，表面刻有24行共510字的銘文，記述埋經的目的與始末，是現存年代明確的經塚文物中最古老的。銘文的内容與藤原道長的日記《御堂關白記》的記載相符，是重要的歴史文物。銘文的執筆者不明，一說是道長親筆[4]，一說是與道長關係深厚的書法家藤原行成所作[5]。目前寄託（日语：寄託）於京都國立博物館考古部門。經筒內置紺紙金字經現為東京國立博物館[6]與五島美術館收藏。[7][8]

### 重要文化財
- 大和國金峯山經塚出土品（八件）：昭和二十八年（1953年）3月31日指定為重要文化財（考古資料類）。[9]。
  - 鍍銀經箱。
  - 金銅經箱台（殘缺）。
  - 紺紙金字法華經，巻一、三、四、五、六、七（殘缺），巻四長□□□（徳四年）款。
  - 紺紙金字無量義經（殘缺），長徳四年款。
  - 紺紙金字彌勒上生經（殘缺）。
  - 紺紙金字彌勒下生經（殘缺）。
  - 紺紙金字法華經，巻三、四、六、七（殘缺）。
  - 紺紙金字無量義經。

- 鐵鐔，透過卒塔婆（附蒔繪箱一個）：大正十四年（1925年）4月24日指定為重要文化財（工藝品類）[10]

### 史跡
- 大峯奥駈道：金峯神社境内為国家史跡「大峯奥駈道」之一部分，平成十四年（2002年）12月19日指定。[11]。

## 交通方式
近鐵吉野線吉野車站下車，轉乘吉野ロープウェイ至「吉野山」下車，徒步約1小時45分鐘，或由吉野山搭乘巴士23分鐘至「奥千本口」下車再徒步5分鐘。

## 外部連結
- 金峯神社官方網站 （页面存档备份，存于）
- 吉野山觀光協會 （页面存档备份，存于）
- 奈良縣觀光官方網站 （页面存档备份，存于）
- 吉野町官方網站 （页面存档备份，存于）